# Порядок (газета)
«Поря́док»  — ежедневная общественно-политическая и литературная газета,  выходившая в 1881—1882 гг. в Петербурге.

## История
В первом номере газеты, вышедшем 12(1) января 1881 года, издатель и ответственный редактор  Михаил Стасюлевич писал: 

Читатель, сколько-нибудь опытный, знает наизусть всё, что говорится редакциями, при открытии новой газеты. А потому, не станем повторять знакомых ему фраз и обещаний. Скажем только, что само возникновение нашей газеты было вызвано надеждой на лучшее положение у нас печатного слова, причем оказалось бы возможным для публициста относиться к своему делу серьёзно и искренне. Не таково было положение печати ещё в весьма недавнее время: в области серьёзного приходилось избегать именно того, что наиболее интересовало в данную минуту общественные умы; а серьёзно относиться оставалось только к тому, что само по себе мало интересно... 
«Порядок» издавался «под общей редакцией и с участием всех сотрудников» журнала Вестник Европы. В каждом номере в разделе «Политическое обозрение» публиковались обширные материалы на актуальные темы жизни России, велась активная полемика с другими изданиями (в том числе, с газетой Ивана Аксакова «Русь») Кроме обширных материалов о политическом, социальном и экономическом положении Империи(особенно крестьянства) на страницах «Порядка» публиковались очерки и фельетоны. Так, в номерах 1 и 4 за 1881 год увидели свет «Отрывки из воспоминаний - о своих и чужих» Ивана Тургенева. Также, на страницах издания публиковались Юлий Янсон, Павел Анненков, Николай Корф, Константин Станюкович, Леонид Слонимский и многие другие выдающиеся деятели тех лет. Несмотря на то, что газета «Порядок» выходила чуть больше года, она неоднократно получала административные взыскания: запрет на розничную продажу (5 апреля(24 марта) 1881 года, снят 5 сентября(24 августа) 1881 года), запрет публиковать частные объявления на один месяц (13(1) мая 1881 года). 

21(9) января 1882 года на страницах «Правительственного вестника» было опубликовано распоряжение Министра внутренних дел от 20(8) января :

 За нарушение в № 7 газеты «Порядок» распоряжения объявленного редакторам бесцензурных повременных изданий 28-го мая 1881 г. приостановить издание этой газеты на полтора месяца 
После этого выпуск газеты был прекращён навсегда.